# Arrondissement de Cambrai
Xe siècle – 1677
L'arrondissement de Cambrai (aussi appelé Cambrésis) est une division administrative française, située dans le département du Nord et la région Hauts-de-France. Actuellement[Quand ?] les limites de l'arrondissement de Cambrai ne correspondent pas tout à fait à celles de la province historique du Cambrésis; en revanche le Cambrésis historique a aujourd'hui été érigé en pays.

## Composition

### Composition de l'arrondissement depuis2015
L'arrondissement compte 116 communes.
En application de la loi du 17 mai 2013 et des décrets d'application publiés en février et mars 2014, l'arrondissement compte trois cantons (Cambrai, Caudry et Le Cateau-Cambrésis) : 
- Canton de Cambrai, qui groupe 27 communes :
  - Abancourt, Anneux, Aubencheul-au-Bac, Bantigny, Blécourt, Boursies, Cambrai, Cuvillers, Doignies, Escaudœuvres, Estrun, Eswars, Fontaine-Notre-Dame, Fressies, Haynecourt, Hem-Lenglet, Mœuvres, Neuville-Saint-Rémy, Paillencourt, Proville, Raillencourt-Sainte-Olle, Ramillies, Sailly-lez-Cambrai, Sancourt, Thun-l'Évêque, Thun-Saint-Martin, Tilloy-lez-Cambrai ;

- Canton du Cateau-Cambrésis, qui groupe 56 communes :
  - Awoingt, Banteux, Bantouzelle, Bazuel, Beaumont-en-Cambrésis, Bertry, Briastre, Busigny, Cantaing-sur-Escaut, Le Cateau-Cambrésis, Catillon-sur-Sambre, Cattenières, Caullery, Clary, Crèvecœur-sur-l'Escaut, Dehéries, Élincourt, Esnes, Flesquières, Fontaine-au-Pire, Gonnelieu, Gouzeaucourt, La Groise, Haucourt-en-Cambrésis, Honnechy, Honnecourt-sur-Escaut, Inchy, Lesdain, Ligny-en-Cambrésis, Malincourt, Marcoing, Maretz, Masnières, Maurois, Mazinghien, Montay, Montigny-en-Cambrésis, Neuvilly, Niergnies, Noyelles-sur-Escaut, Ors, Pommereuil, Rejet-de-Beaulieu, Reumont, Ribécourt-la-Tour, Les Rues-des-Vignes, Rumilly-en-Cambrésis, Saint-Benin, Saint-Souplet, Séranvillers-Forenville, Troisvilles, Villers-Guislain, Villers-Outréaux, Villers-Plouich, Walincourt-Selvigny, Wambaix.

- Canton de Caudry, qui groupe 33 communes :
  - Avesnes-les-Aubert, Beaurain, Beauvois-en-Cambrésis, Bermerain, Béthencourt, Bévillers, Boussières-en-Cambrésis, Cagnoncles, Capelle, Carnières, Caudry, Cauroir, Escarmain, Estourmel, Haussy, Iwuy, Montrécourt, Naves, Quiévy, Rieux-en-Cambrésis, Romeries, Saint-Aubert, Saint-Hilaire-lez-Cambrai, Saint-Martin-sur-Écaillon, Saint-Python, Saint-Vaast-en-Cambrésis, Saulzoir, Solesmes, Sommaing, Vendegies-sur-Écaillon, Vertain, Viesly, Villers-en-Cauchies ;

### Composition de l'arrondissementavant2015[évasif]
Antérieurement l'arrondissement comptait sept cantons (Canton de Cambrai-Est, Canton de Cambrai-Ouest, Canton de Carnières, Canton du Cateau-Cambrésis, Canton de Clary, Canton de Marcoing et le Canton de Solesmes) : 
- Canton de Cambrai-Est, qui groupe 14 communes :
  - Awoingt, Cagnoncles, Cambrai, Cauroir, Escaudœuvres, Estrun, Eswars, Iwuy, Naves, Niergnies, Ramillies, Séranvillers-Forenville, Thun-l'Évêque et Thun-Saint-Martin

- Canton de Cambrai-Ouest, qui groupe 17 communes :
  - Abancourt, Aubencheul-au-Bac, Bantigny, Blécourt, Cambrai, Cuvillers, Fontaine-Notre-Dame, Fressies, Haynecourt, Hem-Lenglet, Neuville-Saint-Rémy, Paillencourt, Proville, Raillencourt-Sainte-Olle, Sailly-lez-Cambrai, Sancourt et Tilloy-lez-Cambrai

- Canton de Carnières, qui groupe 15 communes :
  - Avesnes-les-Aubert, Beauvois-en-Cambrésis, Béthencourt, Bévillers, Boussières-en-Cambrésis, Carnières, Cattenières, Estourmel, Fontaine-au-Pire, Quiévy, Rieux-en-Cambrésis, Saint-Aubert, Saint-Hilaire-lez-Cambrai, Villers-en-Cauchies et Wambaix

- Canton du Cateau-Cambrésis, qui groupe 18 communes :
  - Bazuel, Beaumont-en-Cambrésis, Catillon-sur-Sambre, Honnechy, Inchy, La Groise, Le Cateau-Cambrésis, Maurois, Mazinghien, Montay, Neuvilly, Ors, Le Pommereuil, Rejet-de-Beaulieu, Reumont, Saint-Benin, Saint-Souplet et Troisvilles

- Canton de Clary, qui groupe 15 communes :
  - Bertry, Busigny, Caudry, Caullery, Clary, Dehéries, Élincourt, Esnes, Haucourt-en-Cambrésis, Ligny-en-Cambrésis, Malincourt, Maretz, Montigny-en-Cambrésis, Villers-Outréaux et Walincourt-Selvigny

- Canton de Marcoing, qui groupe 21 communes :
  - Anneux, Banteux, Bantouzelle, Boursies, Cantaing-sur-Escaut, Crèvecœur-sur-l'Escaut, Doignies, Flesquières, Gonnelieu, Gouzeaucourt, Honnecourt-sur-Escaut, Les Rues-des-Vignes, Lesdain, Marcoing, Masnières, Mœuvres, Noyelles-sur-Escaut, Ribécourt-la-Tour, Rumilly-en-Cambrésis, Villers-Guislain et Villers-Plouich

- Canton de Solesmes, qui groupe 17 communes :
  - Beaurain, Bermerain, Briastre, Capelle, Escarmain, Haussy, Montrécourt, Romeries, Saint-Martin-sur-Écaillon, Saint-Python, Saint-Vaast-en-Cambrésis, Saulzoir, Solesmes, Sommaing, Vendegies-sur-Écaillon, Vertain et Viesly

### Découpage communal depuis 2015
Depuis 2015, le nombre de communes des arrondissements varie chaque année soit du fait du redécoupage cantonal de 2014 qui a conduit à l'ajustement de périmètres de certains arrondissements, soit à la suite de la création de communes nouvelles. Le nombre de communes de l'arrondissement de Cambrai reste quant à lui inchangé depuis 2015 et égal à 116.
Au 1er janvier 2024, l'arrondissement groupe les 116 communes suivantes :
1. Abancourt
2. Anneux
3. Aubencheul-au-Bac
4. Avesnes-les-Aubert
5. Awoingt
6. Banteux
7. Bantigny
8. Bantouzelle
9. Bazuel
10. Beaumont-en-Cambrésis
11. Beaurain
12. Beauvois-en-Cambrésis
13. Bermerain
14. Bertry
15. Béthencourt
16. Bévillers
17. Blécourt
18. Boursies
19. Boussières-en-Cambrésis
20. Briastre
21. Busigny
22. Cagnoncles
23. Cambrai
24. Cantaing-sur-Escaut
25. Capelle
26. Carnières
27. Le Cateau-Cambrésis
28. Catillon-sur-Sambre
29. Cattenières
30. Caudry
31. Caullery
32. Cauroir
33. Clary
34. Crèvecœur-sur-l'Escaut
35. Cuvillers
36. Dehéries
37. Doignies
38. Élincourt
39. Escarmain
40. Escaudœuvres
41. Esnes
42. Estourmel
43. Estrun
44. Eswars
45. Flesquières
46. Fontaine-au-Pire
47. Fontaine-Notre-Dame
48. Fressies
49. Gonnelieu
50. Gouzeaucourt
51. La Groise
52. Haucourt-en-Cambrésis
53. Haussy
54. Haynecourt
55. Hem-Lenglet
56. Honnechy
57. Honnecourt-sur-Escaut
58. Inchy
59. Iwuy
60. Lesdain
61. Ligny-en-Cambrésis
62. Malincourt
63. Marcoing
64. Maretz
65. Masnières
66. Maurois
67. Mazinghien
68. Mœuvres
69. Montay
70. Montigny-en-Cambrésis
71. Montrécourt
72. Naves
73. Neuville-Saint-Rémy
74. Neuvilly
75. Niergnies
76. Noyelles-sur-Escaut
77. Ors
78. Paillencourt
79. Pommereuil
80. Proville
81. Quiévy
82. Raillencourt-Sainte-Olle
83. Ramillies
84. Rejet-de-Beaulieu
85. Reumont
86. Ribécourt-la-Tour
87. Rieux-en-Cambrésis
88. Romeries
89. Les Rues-des-Vignes
90. Rumilly-en-Cambrésis
91. Sailly-lez-Cambrai
92. Saint-Aubert
93. Saint-Benin
94. Saint-Hilaire-lez-Cambrai
95. Saint-Martin-sur-Écaillon
96. Saint-Python
97. Saint-Souplet
98. Saint-Vaast-en-Cambrésis
99. Sancourt
100. Saulzoir
101. Séranvillers-Forenville
102. Solesmes
103. Sommaing
104. Thun-l'Évêque
105. Thun-Saint-Martin
106. Tilloy-lez-Cambrai
107. Troisvilles
108. Vendegies-sur-Écaillon
109. Vertain
110. Viesly
111. Villers-en-Cauchies
112. Villers-Guislain
113. Villers-Outréaux
114. Villers-Plouich
115. Walincourt-Selvigny
116. Wambaix

## Histoire
Le Cambrésis devint l'un des huit districts du département du Nord créé en 1790. En 1800 le district de Cambrai devint arrondissement. Depuis sa création cet arrondissement n'a subi aucune modification majeure.

## Démographie
En 2022, l'arrondissement comptait 158 302 habitants.
| 1962    | 1968    | 1975    | 1982    | 1990    | 1999    | 2006    | 2011    | 2016    |
| ------- | ------- | ------- | ------- | ------- | ------- | ------- | ------- | ------- |
| 169 846 | 174 172 | 173 406 | 167 699 | 162 162 | 158 845 | 158 579 | 162 002 | 162 045 |

| 2021    | 2022    | - | - | - | - | - | - | - |
| ------- | ------- | - | - | - | - | - | - | - |
| 158 753 | 158 302 | - | - | - | - | - | - | - |

### Pyramide des âges
Comparaison des pyramides des âges de l'arrondissement et du département du Nord en 2006 :
| Hommes | Classe d’âge   | Femmes |
| ------ | -------------- | ------ |
| 0,2    | 90 ans et plus | 0,9    |
| 5,4    | 75 à 89 ans    | 9,4    |
| 11,8   | 60 à 74 ans    | 13,9   |
| 21,1   | 45 à 59 ans    | 20,2   |
| 21,2   | 30 à 44 ans    | 19,6   |
| 19,6   | 15 à 29 ans    | 17,6   |
| 20,7   | 0 à 14 ans     | 18,4   |

| Hommes | Classe d’âge   | Femmes |
| ------ | -------------- | ------ |
| 0,2    | 90 ans et plus | 0,8    |
| 4,3    | 75 à 89 ans    | 7,9    |
| 10,3   | 60 à 74 ans    | 11,9   |
| 19,7   | 45 à 59 ans    | 19,4   |
| 21,1   | 30 à 44 ans    | 20,1   |
| 22,6   | 15 à 29 ans    | 21     |
| 21,6   | 0 à 14 ans     | 19     |

## Sous-préfets
En 1805, Joseph Dumoulard , devenu député, est remplacé par Mr Demasur, ex-conseiller de Préfecture. Demasur est encore sous-préfet en 1808.
| Période                         | Période                         | Identité                                | Fonction précédente                                                              | Observation |
| ------------------------------- | ------------------------------- | --------------------------------------- | -------------------------------------------------------------------------------- | --- |
| 18 floréal an VIII 8 mai 1800   | 23 germinal an XII 19 mars 1804 | Auguste Prouveur de Pont de Grouard     | Membre de la commission intermédiaire des Etats du Hainaut- Législateur          | Nommé préfet de l'Indre                                                                                         |
| 29 germinal an XII 19 mars 1804 | 30 janvier 1806                 | Joseph Dumolard                         | Député de l'Isère à la législative, aux Cinq-Cents                               | Devient membre du corps législatif du Nord                                                                      |
| 30 janvier 1806                 | 7 avril 1813                    | Louis Constant Hubert Démasur           |                                                                                  | |
| 7 avril 1813                    | 9 septembre 1814                | Louis Xavier Defitte                    |                                                                                  | destitué en 1814 à la Restauration, député de Seine-et-Oise de 1834 à 1840                                      |
| 9 septembre 1814                | 5 mars 1815                     | Marie-Louis-Ignace Cardon de Garsignies |                                                                                  | Démissionnaire aux Cent-Jours                                                                                   |
| 5 mars 1815                     | juin 1815                       | Louis Ducros                            |                                                                                  | |
| juin 1815                       | 6 août 1830                     | Marie-Louis-Ignace Cardon de Garsignies |                                                                                  | |
| 6 août 1830                     | 20 août 1830                    | Maximilien Farez                        |                                                                                  | |
| 20 août 1830                    | 30 juillet 1832                 | Ernest de Grouchy                       |                                                                                  | Nommé sous-préfet de Bayeux                                                                                     |
| 30 juillet 1832                 | 20 juillet 1837                 | Francisque Petit de Bantel              | Sous-préfet d'Oloron-Sainte-Marie                                                | Nommé préfet de l'Ariège                                                                                        |
| 20 juillet 1837                 | 6 juin 1840                     | Adolphe Doumet de Siblas                |                                                                                  | |
| 6 juin 1840                     | 20 mai 1845                     | René Fresneau                           | Sous-préfet de Redon                                                             | Nommé préfet de la Corse, révoqué en 1848                                                                       |
| 20 mai 1845                     | 25 décembre 1847                | Antoine de Contencin                    | Secrétaire général de la préfecture du Nord                                      | Nommé préfet du Cantal                                                                                          |
| 20 mai 1845                     | 13 mars 1848                    | Amédée-Joseph Berlin                    |                                                                                  | |
| 13 mars 1848                    | 23 juillet 1848                 | Eugène Farez                            |                                                                                  | |
| 23 juillet 1848                 | 24 janvier 1849                 | Alphonse Delebecque                     |                                                                                  | Député du Nord de 1849 à 1851                                                                                   |
| 24 janvier 1849                 | 1er mai 1860                    | Agenor-Augustin-Victor Villemain        |                                                                                  | |
| 1er mai 1860                    | 30 décembre 1863                | Frédéric Barrot                         |                                                                                  | |
| 30 décembre 1863                | 25 octobre 1865                 | Charles Boyer de Sainte-Suzanne         | Sous-préfet de Boulogne-sur-Mer                                                  | Nommé sous-préfet de Sceaux                                                                                     |
|                                 |                                 |                                         |                                                                                  | |
| 30 décembre 1877                | 1er novembre 1878               | Albert Blondin                          | Sous-préfet d'Avesnes                                                            | Nommé préfet de la Corrèze                                                                                      |
| 1er novembre 1878               | 15 mars 1879                    | Jean Chapron                            | Secrétaire général de la préfecture de Seine-et-Marne                            | Nommé préfet de la Nièvre                                                                                       |
| 25 mars 1879                    | 12 janvier 1880                 | Jean Girard                             | Sous-préfet de Thiers                                                            | Nommé préfet de l'Ariège                                                                                        |
| 12 janvier 1880                 | 28 février 1882                 | Marc-Dufraisse                          | Sous-préfet de Châtellerault                                                     | Nommé préfet du Morbihan                                                                                        |
| 28 février 1882                 | 11 janvier 1887                 | Sosthène Desprez                        | Sous-préfet de Coutances                                                         | |
| 11 janvier 1887                 | 16 mai 1891                     | Achille Tournier                        | Sous-préfet de Segré                                                             | Nommé préfet de l'Aube                                                                                          |
| 8 juin 1891                     | 14 décembre 1895                | Robert Godefroy                         | Sous-préfet de Dunkerque                                                         | Nommé administrateur du Territoire de Belfort                                                                   |
| 14 décembre 1895                | 13 octobre 1896                 | Joseph Exbrayat                         | Sous-préfet de Montluçon                                                         | Nommé préfet du Gers                                                                                            |
|                                 |                                 |                                         |                                                                                  | |
| 31 mai 1902                     | 10 juin 1902                    | Pierre Causel                           | Chef de cabinet du sous-secrétaire d'État des postes et télégraphes Léon Mougeot | Nommé Directeur de cabinet et du personnel du sous-secrétaire d'État des postes et télégraphes Alexandre Bérard |
| 4 août 1902                     | 10 octobre 1907                 | Pierre Blanc                            | Sous-préfet d'Avesnes-sur-Helpe                                                  | Nommé préfet de la Haute-Loire                                                                                  |
| 10 octobre 1907                 | 10 juin 1909                    | Edouard Decharme                        | Secrétaire général de la préfecture du Calvados                                  | Nommé secrétaire général de la préfecture du Puy-de-Dôme                                                        |
| 10 juin 1909                    | 17 octobre 1914                 | Maurice Aliez                           | Sous-préfet de Château-Gontier                                                   | Pris en otage par les Allemands                                                                                 |
|                                 |                                 |                                         |                                                                                  | |
| 15 octobre 1918                 | 13 octobre 1925                 | Mainfroid Andrieu                       | Sous-préfet d'Yvetot                                                             | Nommé préfet de la Corrèze                                                                                      |
| 13 octobre 1925                 | 28 mai 1929                     | Eugène Moury-Muzet                      | Sous-préfet de Tournon-sur-Rhône                                                 | Nommé préfet des Hautes-Alpes                                                                                   |
| 9 août 1929                     | 1er juillet 1932                | Roger Verlomme                          | Rattaché à la préfecture de la Sarthe                                            | Nommé secrétaire général de la préfecture du Nord                                                               |
|                                 |                                 |                                         |                                                                                  | |
| 4 janvier 1935                  | 9 mai 1936                      | Léon Gonzalve                           | Sous-préfet de Castres                                                           | Nommé sous-préfet de Montreuil                                                                                  |
| 9 mai 1936                      | 6 juin 1939                     | Émile Pelletier                         | Sous-préfet de Montreuil                                                         | Nommé sous-préfet de Valenciennes                                                                               |
|                                 |                                 |                                         |                                                                                  | |
| 10 août 1941                    | 5 octobre 1942                  | Jacques Onfroy                          | Sous-préfet de Saint-Malo                                                        | Nommé à la disposition du secrétaire général pour l'administration                                              |
|                                 |                                 |                                         |                                                                                  | |
| 5 mai 1947                      | 8 septembre 1955                | André Dupuy                             | Sous-préfet de Verdun                                                            | Nommé sous-préfet d'Orléansville                                                                                |
|                                 |                                 |                                         |                                                                                  | |
| 23 avril 1958                   | 6 juin 1961                     | Jacques Penel                           | Sous-préfet de Brive-la-Gaillarde                                                | Nommé préfet de la Haute-Loire                                                                                  |
|                                 |                                 |                                         |                                                                                  | |
| 26 décembre 1967                | 17 mai 1971                     | Jean Sénié                              | Sous-préfet de Morlaix                                                           | Nommé secrétaire général de la préfecture du Pas-de-Calais                                                      |
| 6 mai 1971                      | 23 mai 1975                     | Jean Desgranges                         | À la disposition du préfet de la Gironde                                         | Nommé sous-préfet de Dunkerque                                                                                  |
|                                 |                                 |                                         |                                                                                  | |
| 1989                            | 1991                            | Daniel Canepa                           |                                                                                  | |
| 22 juillet 1991                 | 12 septembre 1994               | Jean Mémeint                            | sous-préfet de Saintes                                                           | nommé sous-préfet de Bergerac                                                                                   |
| 12 septembre 1994               |                                 | Jean-Félix Labussiere                   | Sous-préfet de La Trinité                                                        | |
| 15 juillet 1996                 | 18 mai 1999                     | Jean-Paul Briseul                       | Sous-préfet de Fontenay-le-Comte                                                 | Nommé secrétaire général de la préfecture du Gard                                                               |
| 28 mai 1999                     | 9 septembre 2004                | Gabriel Aubert                          | Secrétaire général de la préfecture du Morbihan                                  | Nommé sous-préfet de Vienne                                                                                     |
| 9 septembre 2004                | 25 juillet 2007                 | Marie-Françoise Lecaillon               | Sous-préfète de Montreuil-sur-Mer                                                | |
| 31 août 2007                    | 17 novembre 2009                | Alain Rousseau                          | Sous-préfet d'Abbeville                                                          | Nommé secrétaire général de la préfecture de Maine-et-Loire                                                     |
| 17 novembre 2009                | 8 février 2013                  | Etienne Stock                           | Administrateur civil                                                             | Nommé sous-préfet de Thionville                                                                                 |
| 7 mars 2013                     | 30 juillet 2019                 | Thierry Hégay                           | Secrétaire général de la préfecture de la Seine-Maritime                         | Nommé sous-préfet de Thionville                                                                                 |
| 20 septembre 2019               | 25 aout 2023                    | Raymond Yeddou                          | Sous-préfet hors classe                                                          | Nommé secrétaire général de la préfecture de la Marne, sous-préfet de Châlons-en-Champagne                      |
| 25 aout 2023                    | En cours                        | Fayçal Douhane                          | Administrateur de l'Etat du premier grade                                        | |